# Championnats d'Asie de karaté juniors 2011
Navigation
Championnats d'Asie de karaté juniors 2010 Championnats d'Asie de karaté juniors 2012
Les championnats d'Asie de karaté juniors 2011 ont eu lieu à Quanzhou, en République populaire de Chine, en juillet 2011. Il s'agissait de la onzième édition des championnats d'Asie de karaté juniors.